# Jean l'Oxite
Jean l'Oxite est un religieux de l'Église grecque orthodoxe ayant vécu à la fin du XIe  et au début du XIIe siècle, patriarche melkite d'Antioche de 1089 à 1100, soit au temps de la première croisade, sous le nom de « Jean IV » ou « Jean V ».

## Carrière
Son surnom est le gentilé de l'île d'Oxeia, l'une des îles des Princes, près de Constantinople, où se trouvait un monastère où il fut inhumé, mais on ignore dans quelles périodes exactes de sa vie il y a séjourné (sauf, apparemment, la période précédant immédiatement sa mort).
L'empereur Alexis Comnène le nomma patriarche d'Antioche alors que le siège devait être vacant depuis un moment et que la ville était occupée par les Turcs depuis le début de l'année 1085. Cette nomination fut sûrement antérieure à septembre 1089, date d'un synode tenu à Sainte-Sophie où la documentation signale la présence d'un patriarche d'Antioche qui ne peut être que lui. Dans sa lettre de démission du patriarcat datée d'octobre 1100, il dit qu'il a passé neuf ans consécutifs à « lutter contre des hommes plus cruels que des bêtes sauvages », si bien qu'il a dû résider d'abord un temps à Constantinople (au monastère des Hodèges, siège des patriarches d'Antioche dans la capitale depuis le règne de Jean Tzimicès), et ne rejoindre son siège qu'en 1091 ou 1092, sûrement après la défaite des Pétchénègues qui assiégeaient la ville impériale le 29 avril 1091.
On n'a guère d'informations sur son activité épiscopale à Antioche (Nicon de la Montagne Noire le mentionne). Tout ce qu'on sait, grâce à sa lettre de démission, c'est qu'il y subit toutes sortes d'avanies de la part des Turcs. Il ne donne aucune précision, et on ne dispose que du témoignage des croisés qui assiégèrent la ville d'octobre 1097 à début juin 1098, période particulièrement pénible pour le dignitaire chrétien : selon Albert d'Aix (V, 1), il était alors maintenu aux fers (et en garda des blessures), et « assez souvent » (sæpius) les Turcs le suspendaient aux murailles de la ville avec des cordes, à la vue des croisés. Selon le même chroniqueur et aussi Guillaume de Tyr (VI, 23), les Occidentaux, après avoir pris la ville début juin 1098, rétablirent le patriarche sur son trône et reconnurent pleinement son autorité. Les croisés décidèrent alors d'établir un évêque latin à Albara, où il n'y avait pas d'évêque grec, et c'est finalement Pierre de Narbonne qui est désigné et qui est même consacré par Jean.
La fin de la lune de miel entre le patriarche et les croisés est décrite le plus clairement par Ordéric Vital (X, 21) : les Occidentaux, dès le départ, persistèrent dans leurs rites latins, qui choquèrent les chrétiens orientaux (et d'ailleurs ils nommèrent des évêques latins dans le pays) ; après la capture du prince Bohémond par un émir turc (fin juillet ou début août 1100), une rumeur se répandit suivant laquelle le patriarche complotait pour livrer la ville d'Antioche à l'empereur byzantin ; peu après, soit par colère, soit par peur, le prélat quitta la ville pour n'y plus revenir. Il se réfugia à Constantinople où il rédigea sa lettre de démission en octobre. Après son départ, les Occidentaux nommèrent un patriarche latin en la personne de Bernard de Valence.
De retour à Constantinople, il semble que le patriarche démissionnaire se soit d'abord installé dans le monastère des Hodèges. Mais il entra en conflit violent avec les moines (dans une lettre conservée, il qualifie l'établissement de « repaire de brigands »), et dut finalement s'enfuir, de nuit, à cheval. C'est sans doute alors qu'il s'établit dans le monastère de l'île d'Oxeia, où il mourut. Mais on ignore la chronologie de ces événements.

## Œuvre
On conserve de lui plusieurs textes : d'abord un Discours sur le charisticariat, où il dénonce avec virulence cette institution byzantine (qui consistait à confier l'administration temporelle des monastères à des laïcs, qui en tiraient des bénéfices), et qui est antérieur à son départ pour Antioche (peut-être même à sa nomination comme patriarche) ; ensuite un discours adressé à l'empereur Alexis Comnène, où il n'hésite pas à accuser le souverain, à cause de sa politique fiscale et d'aliénation des biens d'Église, d'être responsable des malheurs publics, juste châtiment divin, un texte qui, d'après les allusions à l'actualité, doit dater du début 1191 ; un avertissement aux basileis, où il dénonce de même les injustices et la confiscation des objets du culte ; sa lettre de démission du patriarcat, datée d'octobre 1100 ; une autre lettre adressée au Saint Synode, où il critique la violation des canons pat l'épiscopat ; une troisième où il raconte sa fuite du monastère des Hodèges.